# パーセク (小惑星)
パーセク (30857 Parsec) は小惑星帯に位置する小惑星。ベルギーの天文学者エリック・エルストがオート＝プロヴァンス天文台で発見した。
天文学で使われる距離を表す単位、パーセクから命名された。1パーセクが3.08568×1016 mであり小惑星番号30857の1012倍であることから中村彰正が提案した。